# Marcelino Escalada
Marcelino Escalada es una comuna  argentina del departamento San Justo en la provincia de Santa Fe. 
Está situada a 130 km al norte de la capital provincial, Santa Fe de la Vera Cruz. 

## Población
Cuenta con 1,807 habitantes (Indec, 2010), lo que representa un descenso frente a los 1,921 habitantes (Indec, 2001) del censo anterior.
| Gráfica de evolución demográfica de Marcelino Escalada entre 1991 y 2010 |
|                                                                          |
| Fuente: Censos nacionales del INDEC                                      |

## Santa Patrona
- Ntra. Sra. de la Asunción, festividad: 15 de agosto

Durante el año 1902 se reúne un grupo de vecinos con el fin de formar la primera Comisión Pro-Templo. Su objetivo principal era la construcción de un Templo. El 14 de agosto de 1908 por disposición del Obispado de Santa Fe se autoriza la colocación de la Piedra Fundamental de la capilla a construirse. El 15 de agosto de 1910 se inaugura la iglesia en el Día de la Santísima Virgen Nuestra Señora de la Asunción patrona titular de la misma.
Durante el año 1950, si bien eran tiempos difíciles para el mundo, la Comisión parroquial comienza con la demolición de la pequeña capilla para comenzar la construcción de un nuevo y más amplio Templo, el cual se termina e inaugura durante el año 1956 y permanece hasta la actualidad.
En el salón parroquial, se dicta catequesis gracias a personas de buena voluntad que se dedican a formar en la fe a niños y padres.

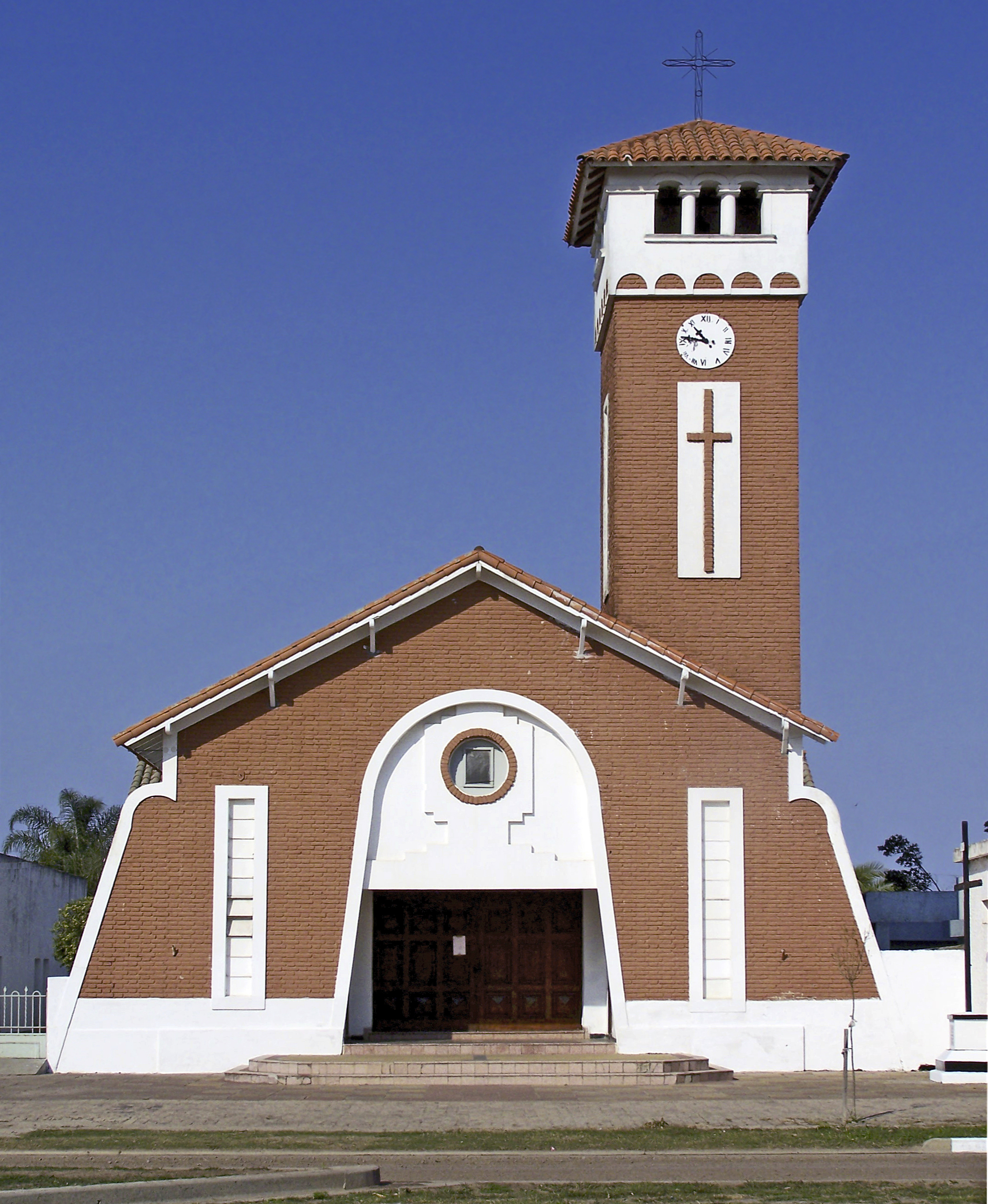
Iglesia "Nuestra Señora de la Asunción"

## Creación de la comuna
- 31 de enero de 1892

## Biblioteca pública
- Florentino Ameghino

## Entidades educativas

### Jardín de infantes n.º 129 PBT Roméo Rizzetti
Durante el año 1987 y con el fin de contener a los niños de 4 y 5 años, enriquecer y ampliar su caudal educativo y a partir de la clara visión de futuro que se avecinaba, la supervisora de Preescolar Sra. Cristina Ballardini y la Sra. Clide Alberini que se desempeñaba como directora de la Escuela Primaria n.º 6138, realizaron las gestiones para lograr la creación de un jardín autónomo ante el Ministerio de Educación. Surge así como institución en 13 de julio de 1987 funcionando en el local de la Escuela Primaria, sobre la base de dos salas de preescolar y una sala de cuatro años. Hacia el año 1990 con la ayuda de los señores Marcelo Lazzarini, entonces Presidente Comunal, y del senador Humberto Aveledo, se logra alquilar un local perteneciente a Ferrocarriles Argentinos hacia donde hace su traslado. Además, en el Acta de inauguración de la nueva sede se da lectura a la Resolución de Imposición del nombre Pbro. Romeo Rizzetti. Durante el año 1997 y mediante el programa PRISE del Ministerio de Educación se resultó favorecido con la adjudicación de un nuevo y propio edificio escolar. No fue sino hasta el año 2000 inaugurado el nuevo local. Durante este tiempo se fueron anexando salas, hasta llegar a este momento de contar con 5 salas y más de 100 niños.

### Centro de Alfabetización para Adultos n.º 1262
Esta institución educativa surgió luego de un censo evaluativo sobre la población adulta que por distintas razones no habían finalizado los estudios secundarios.
Fue entonces que en el año 2005 se crea un anexo dependiente del EEEMPA de la localidad de Gobernador Crespo, comenzando a funcionar el primer año con un importante número de alumnos dispuestos a finalizar sus estudios secundarios. Desde entonces funciona en el turno vespertino en las aulas que le presta la Escuela de Enseñanza Media N.º 359.

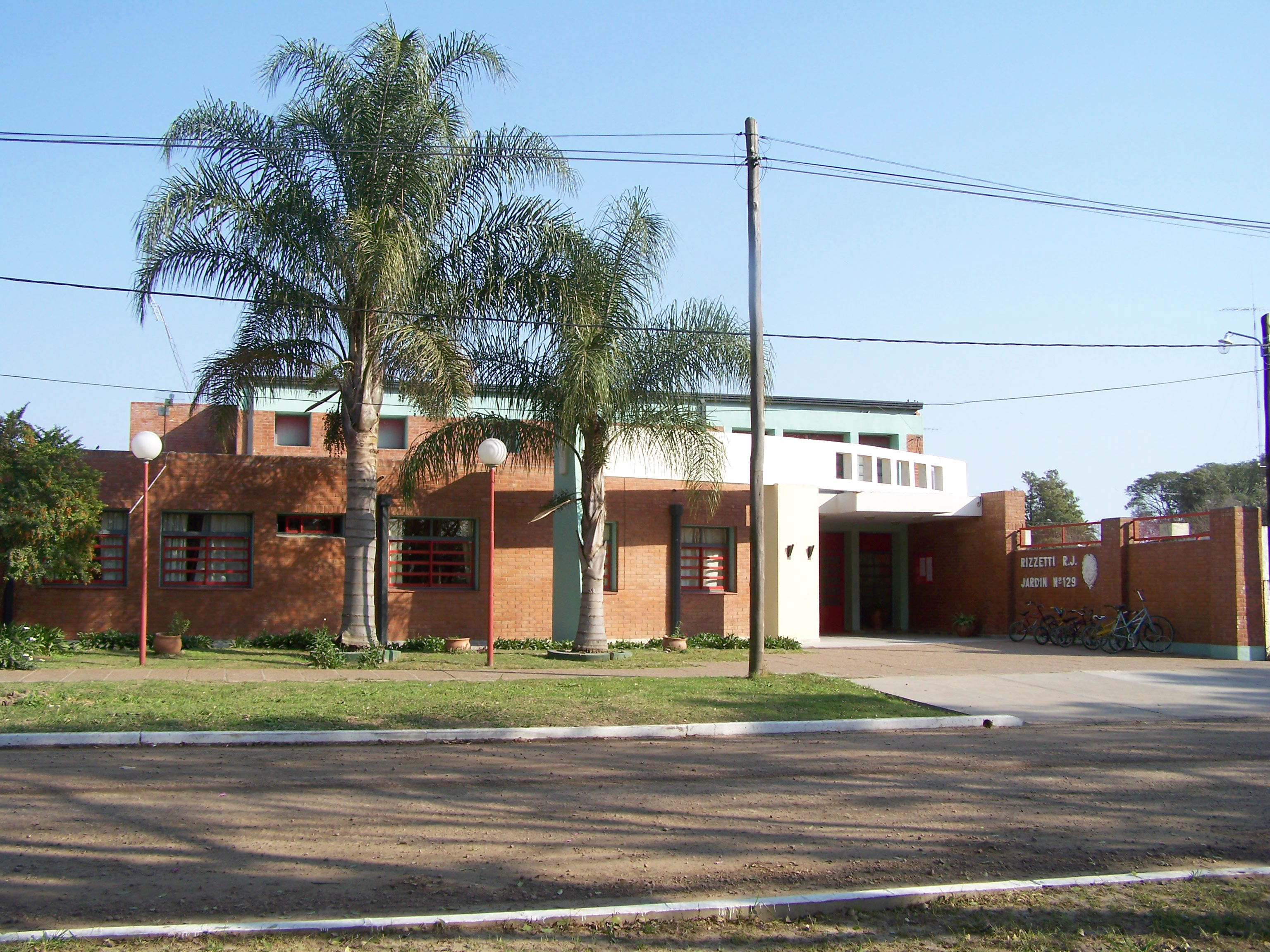
Jardín de Infantes n.º 129 "PBT Roméo Rizzetti"
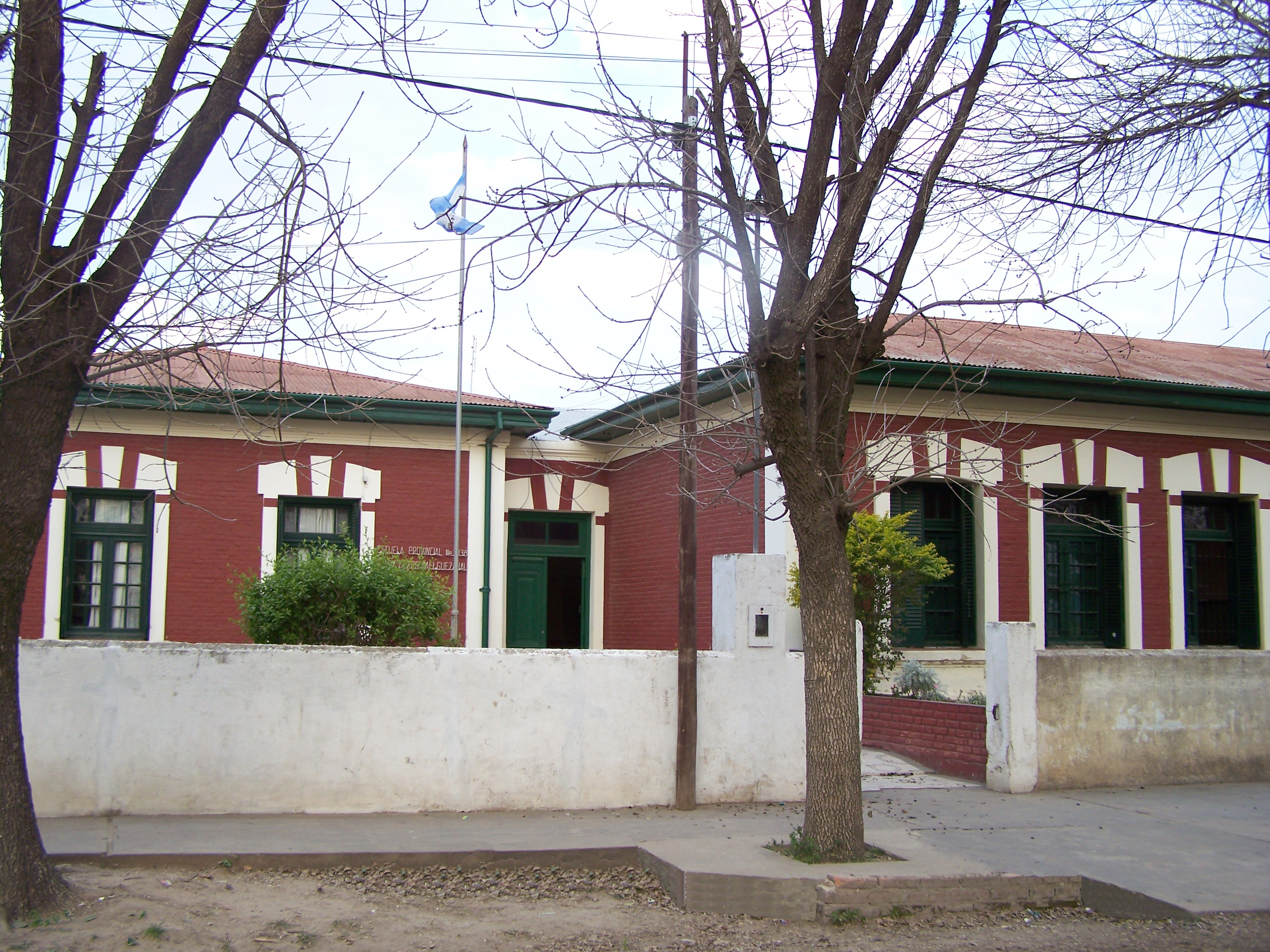
Fachada de la Escuela Primaria n.º 6138 "María Victorina Elguezabal"
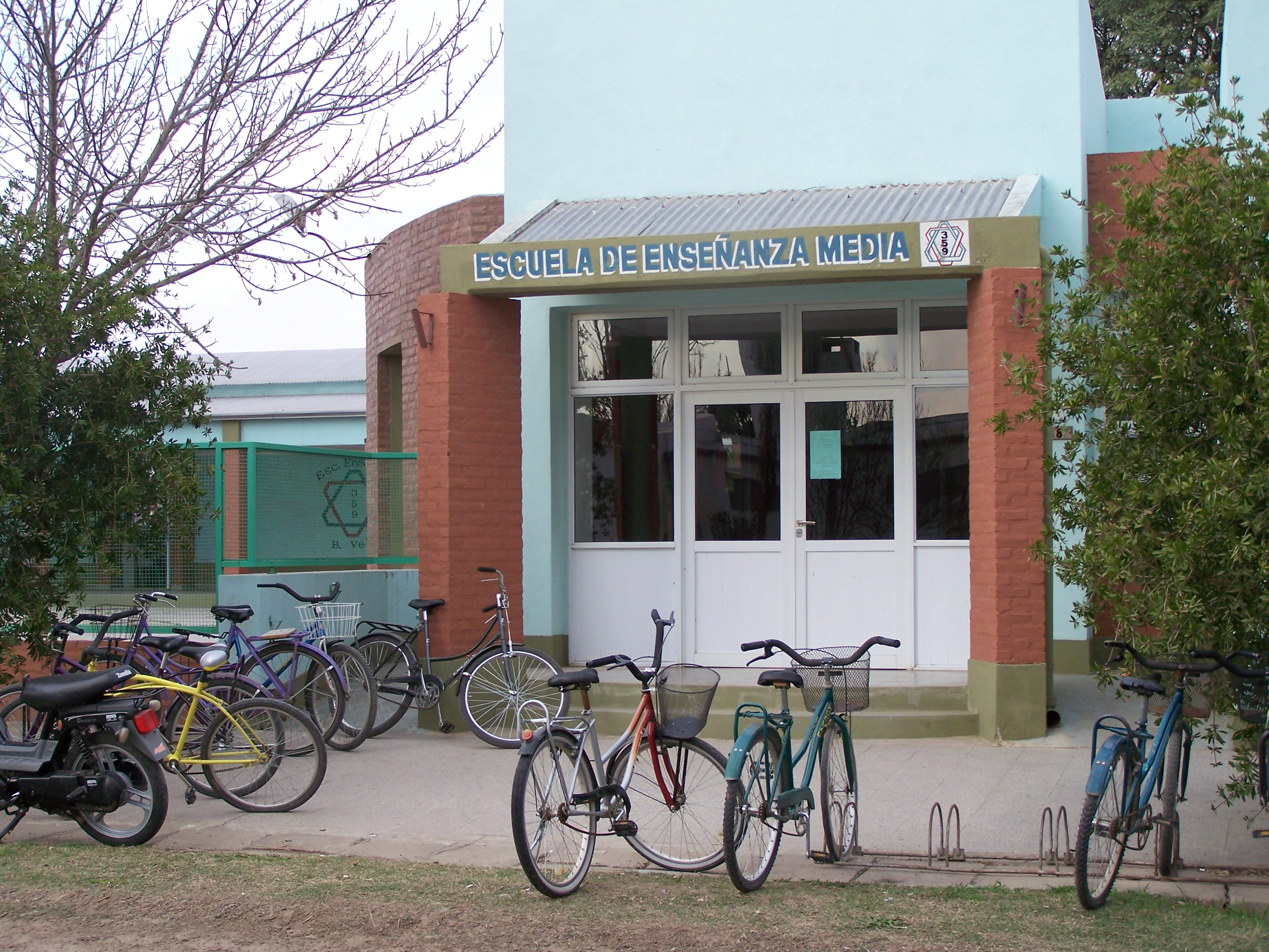
Escuela de Enseñanza Media n.º 359 "Bernabé Vera"
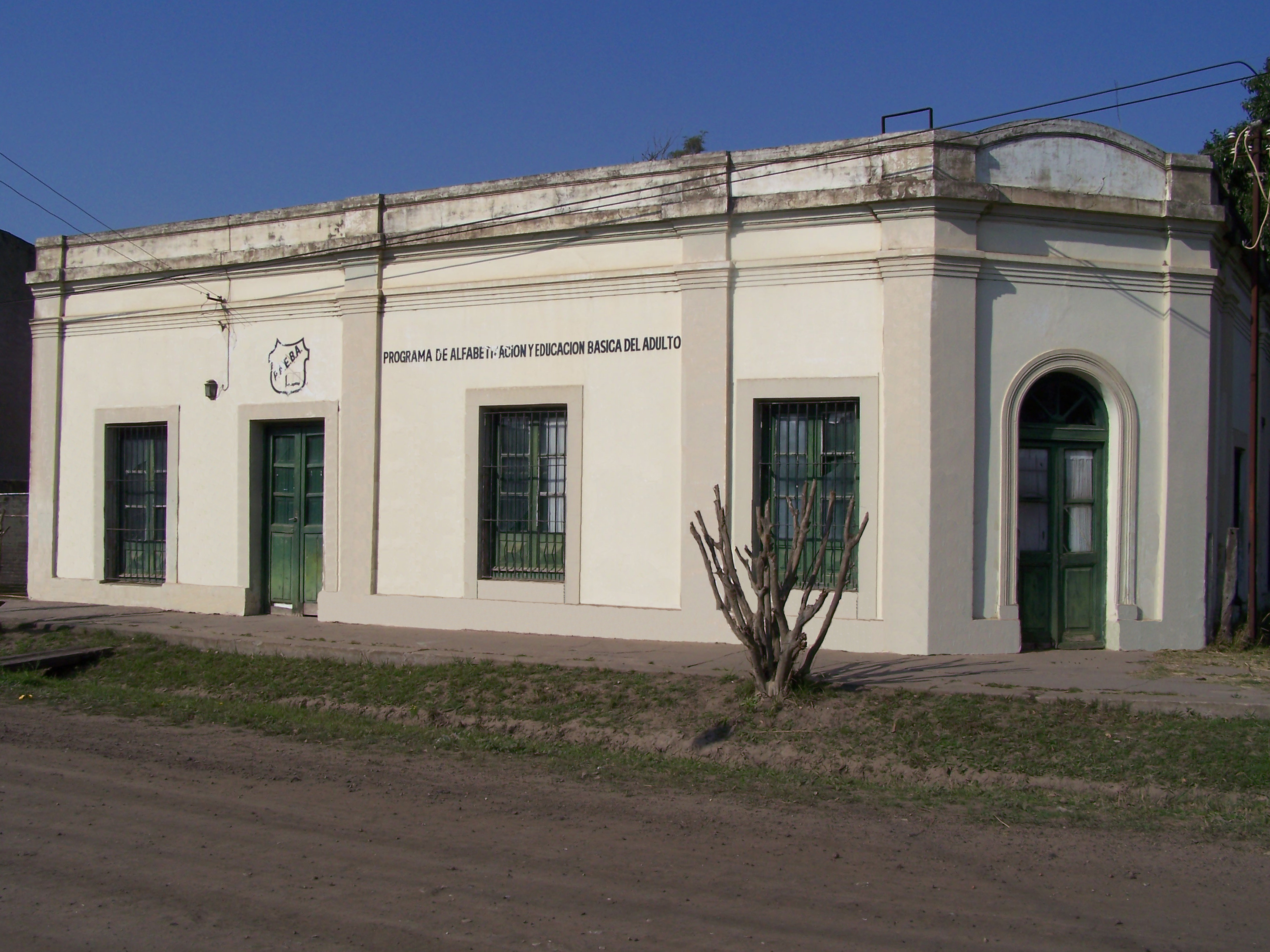
Centro de Alfabetización para Adultos n.º 1262

## Medios de Comunicación
- FM 92.5 MHz. Escalada Medios

## Entidades Deportivas
- Club Atl. Jorge Newbery
- Club Atl. San Martín

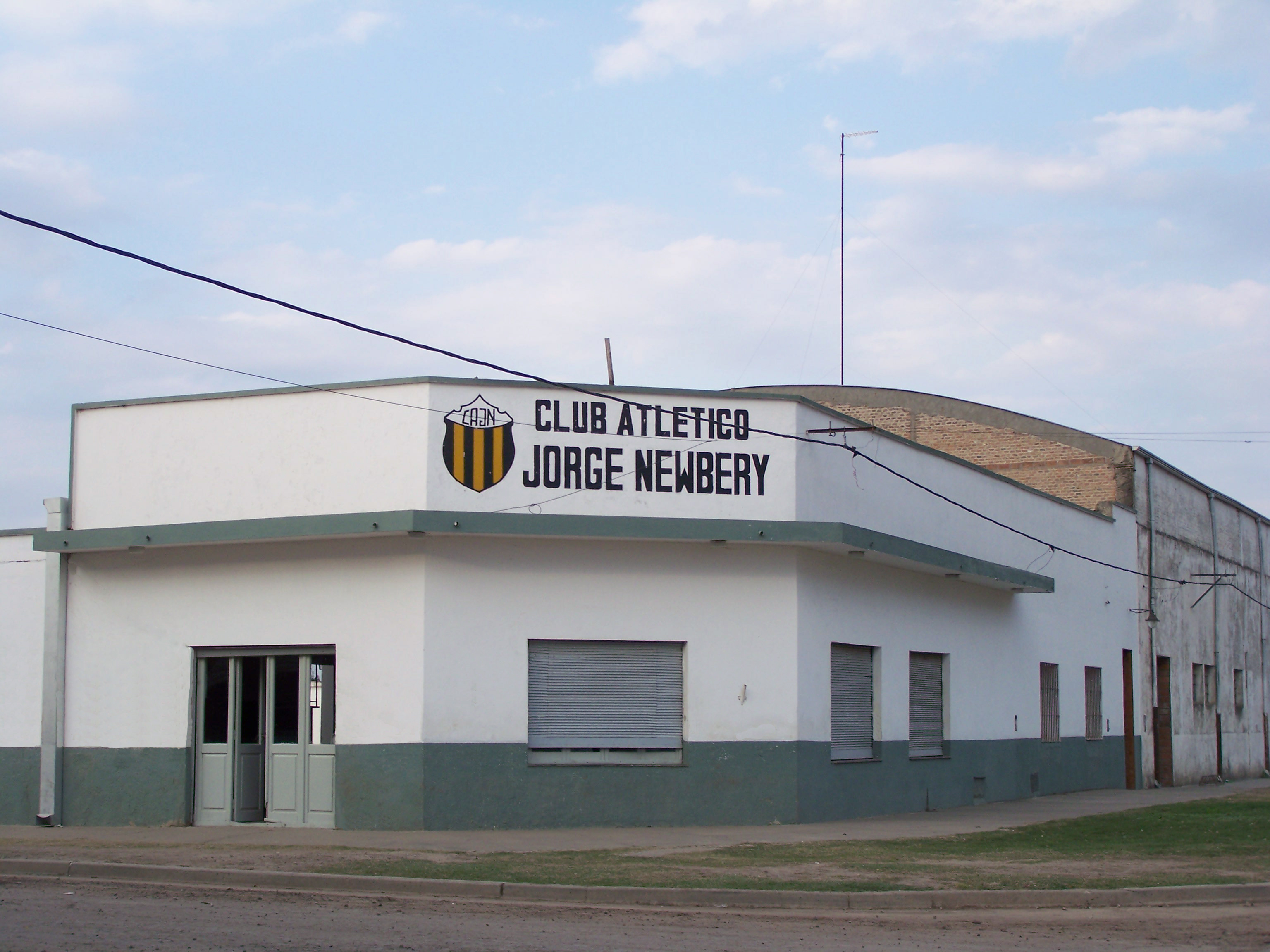
Frente del Club Atlético "Jorge Newbery"
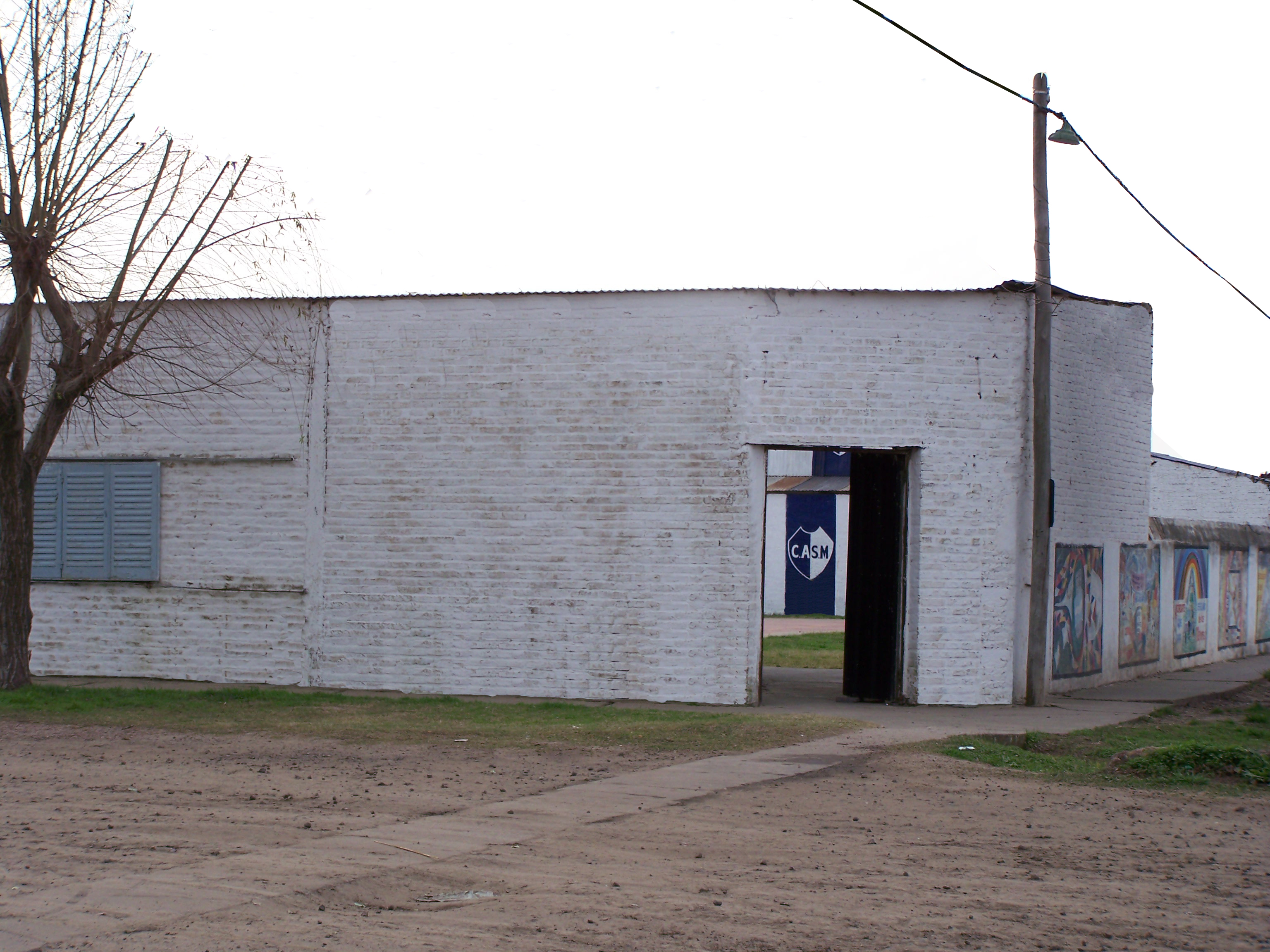
Frente del Club Atlético "San Martín"

## Localidades y Parajes

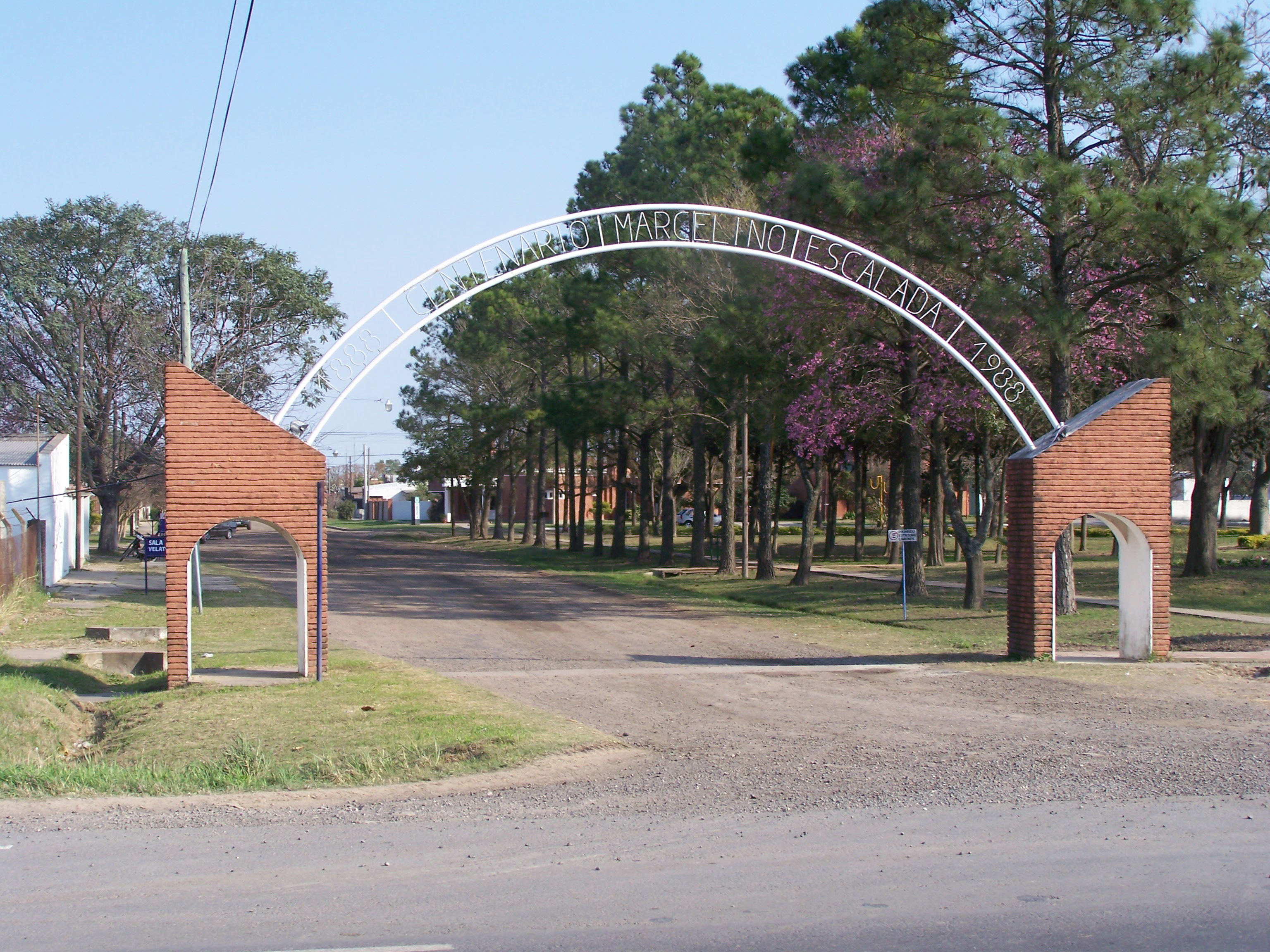
Arco inaugurado al cumplirse el primer Centenario de la fundación del Pueblo.

- Marcelino Escalada
- Parajes
  - Campo Rossi
  - Lastenia

## Parroquias de la Iglesia católica en Marcelino Escalada
| Arquidiócesis | Santa Fe de la Vera Cruz      |
| ------------- | ----------------------------- |
| Parroquia     | Nuestra Señora de la Asunción |

## Sitios externos
- Wikimedia Commons alberga una categoría multimedia sobre Marcelino Escalada.
- Sitio provincial Inforama
- Sitio federal IFAM
- Coord. geográficas + imágenes NASA, Google

- Datos: Q11690836
- Multimedia: Marcelino Escalada / Q11690836